# 土耳其足球聯賽系統
土耳其足球聯賽系統分為八個等級。
| 1 | 土超 (3 球隊降班) 18 隊              | 土超 (3 球隊降班) 18 隊              | 土超 (3 球隊降班) 18 隊              | 土超 (3 球隊降班) 18 隊              | 土超 (3 球隊降班) 18 隊              | 土超 (3 球隊降班) 18 隊              | 土超 (3 球隊降班) 18 隊              | 土超 (3 球隊降班) 18 隊              | 土超 (3 球隊降班) 18 隊              | 土超 (3 球隊降班) 18 隊              | 土超 (3 球隊降班) 18 隊              | 土超 (3 球隊降班) 18 隊              |
| 2 | (3 球隊升班) 土甲 (3 球隊降班) 18 隊 | (3 球隊升班) 土甲 (3 球隊降班) 18 隊 | (3 球隊升班) 土甲 (3 球隊降班) 18 隊 | (3 球隊升班) 土甲 (3 球隊降班) 18 隊 | (3 球隊升班) 土甲 (3 球隊降班) 18 隊 | (3 球隊升班) 土甲 (3 球隊降班) 18 隊 | (3 球隊升班) 土甲 (3 球隊降班) 18 隊 | (3 球隊升班) 土甲 (3 球隊降班) 18 隊 | (3 球隊升班) 土甲 (3 球隊降班) 18 隊 | (3 球隊升班) 土甲 (3 球隊降班) 18 隊 | (3 球隊升班) 土甲 (3 球隊降班) 18 隊 | (3 球隊升班) 土甲 (3 球隊降班) 18 隊 |
| 3 | 土乙 白組 19 隊                      | 土乙 白組 19 隊                      | 土乙 白組 19 隊                      | 土乙 白組 19 隊                      | 土乙 白組 19 隊                      | 土乙 白組 19 隊                      | 土乙 紅組 18 隊                      | 土乙 紅組 18 隊                      | 土乙 紅組 18 隊                      | 土乙 紅組 18 隊                      | 土乙 紅組 18 隊                      | 土乙 紅組 18 隊                      |
| 4 | 土丙 分組1 18 隊                     | 土丙 分組1 18 隊                     | 土丙 分組1 18 隊                     | 土丙 分組1 18 隊                     | 土丙 分組2 18 隊                     | 土丙 分組2 18 隊                     | 土丙 分組2 18 隊                     | 土丙 分組2 18 隊                     | 土丙 分組3 18 隊                     | 土丙 分組3 18 隊                     | 土丙 分組3 18 隊                     | 土丙 分組3 18 隊                     |
| 5 | 區域業餘 區域                        | 區域業餘 區域                        | 區域業餘 區域                        | 區域業餘 區域                        | 區域業餘 區域                        | 區域業餘 區域                        | 區域業餘 區域                        | 區域業餘 區域                        | 區域業餘 區域                        | 區域業餘 區域                        | 區域業餘 區域                        | 區域業餘 區域                        |
| 6 | 本地業餘 本地                        | 本地業餘 本地                        | 本地業餘 本地                        | 本地業餘 本地                        | 本地業餘 本地                        | 本地業餘 本地                        | 本地業餘 本地                        | 本地業餘 本地                        | 本地業餘 本地                        | 本地業餘 本地                        | 本地業餘 本地                        | 本地業餘 本地                        |
| 7 | 業餘甲 本地                          | 業餘甲 本地                          | 業餘甲 本地                          | 業餘甲 本地                          | 業餘甲 本地                          | 業餘甲 本地                          | 業餘甲 本地                          | 業餘甲 本地                          | 業餘甲 本地                          | 業餘甲 本地                          | 業餘甲 本地                          | 業餘甲 本地                          |
| 8 | 業餘乙 本地                          | 業餘乙 本地                          | 業餘乙 本地                          | 業餘乙 本地                          | 業餘乙 本地                          | 業餘乙 本地                          | 業餘乙 本地                          | 業餘乙 本地                          | 業餘乙 本地                          | 業餘乙 本地                          | 業餘乙 本地                          | 業餘乙 本地                          |

## 外部連結
- Turkish Football League scores, all of 8 divisions (professional, amateur) （页面存档备份，存于）